# Kon-dō

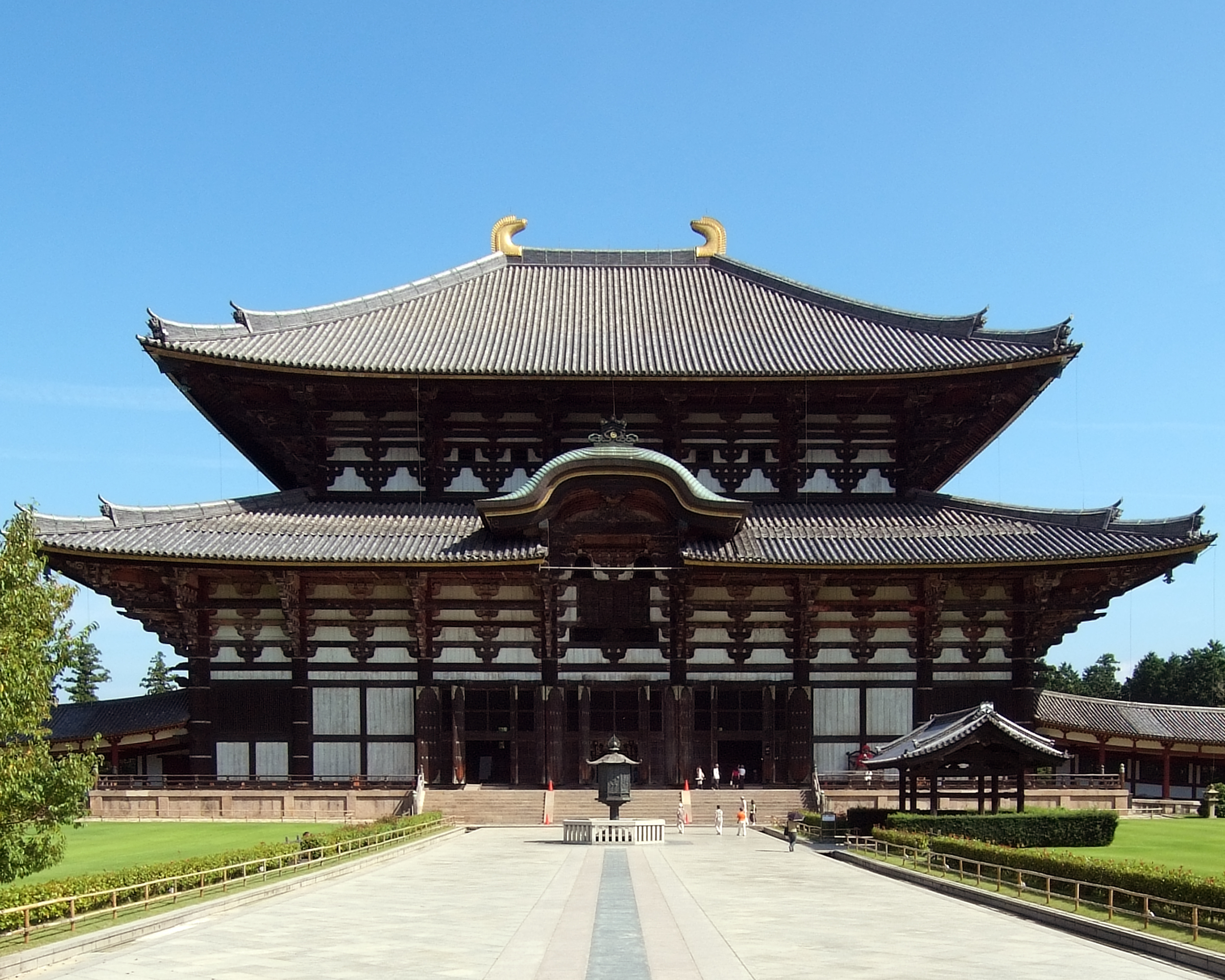
Tōdai-ji reconstruït el 1709 que és un Kondō (Tresors Nacionals del Japó)

Sala daurada (kondō (金堂)) és un terme per designar un temple budista del Japó que conté objectes de veneració. Aquest terme engloba el que en japonès es coneix com a Butsuden, Butsu-dō, kondō, konpon-chūdō, i hondō. Hondō és l'equivalent exacte en japonès.

## Kondō (Períodes Asuka i Nara)
Un kondō és la part central d'un antic temple budista garan al Japó. Aquest és el nom usat per als temples més antics del Japó.
Alguns temples, per exemple Asuka-dera o Hōryū-ji, tenen més d'un kondō, però normalment només n'hi ha un. Pel fet de ser de mida petita no es permet entrar-hi als fidels i s'han d'estar fora. El kondō i una pagoda normalment estan envoltats per un passadís anomenat kairō.
L'ús del kondō disminuí a partir del segle x, quan va ser susbstituït per unhondō dividit pels espais naijin (内陣) i gejin (外陣).

## Hondō (període Heian)
El terme hondō (本堂), que literalment significa "Sala principal" i guarda els objectes de veneració.
Diversos nous tipus de temples, incloent els hondō, van ser construïts durant el període Heian. Diferents edificis van ser denominats hondō depenent de la secta, per exemple: el kondō (Shingon), el chudō (Tendai), mieidō (Jōdo), el Amida-dō (Shinshu).

## Butsuden(període Kamakura)

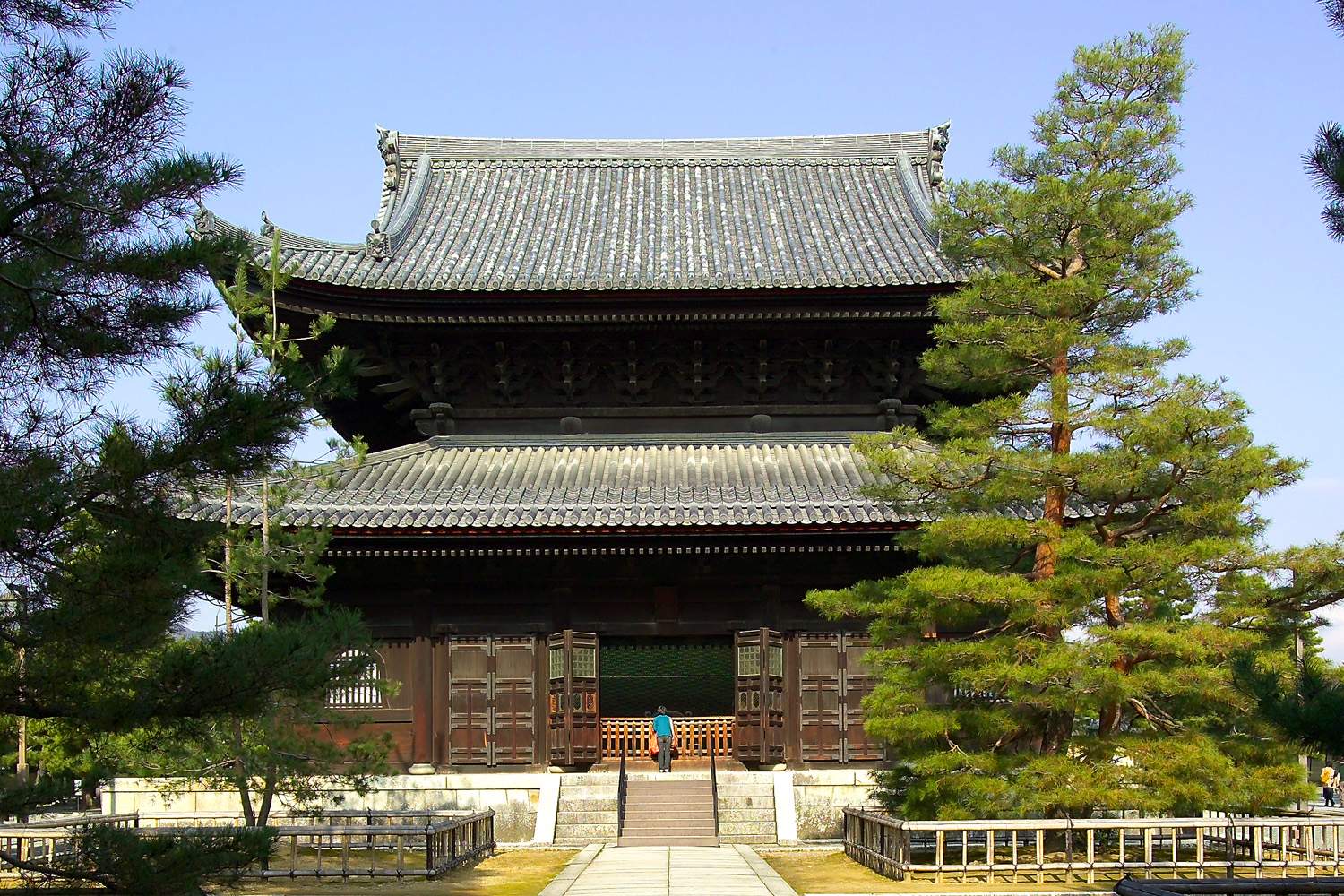
butsuden a Myōshin-ji

El Butsuden (仏殿) o Butsu-dō (仏堂), literalment "Sala de Buda", és la Sala principal del temples Zen en els estils Sōtō 曹洞 i Rinzai 臨済.

## Període Edo
En el cas de l'escola Ōbaku del Zen, l'arquitectura manté l'estil de la Dinastia Ming de la Xina. Els hondō dels temples Ōbaku Zen normalment rep el nom de daiyū-hōden (大雄宝殿), literalment  La Sala del Tresor de (IAST) (Gran Heroi). Un exemple es troba a Mampuku-ji.